# Juan Gélida
Juan, Joan o Jean Gélida, latinizado Joannes Gellidius (Valencia, ¿1489? - Burdeos, 19 de febrero de 1556) fue un humanista, helenista y filósofo aristotélico español que desarrolló su carrera en Francia.

## Biografía
Habiendo viajado a París para formarse con el escolástico y nominalista Juan Ribeyro, discípulo de Juan de Celaya, se inscribió en la facultad de Artes en junio de 1522 y luego fue aceptado como profesor de la Universidad en 1524, donde estuvo enseñando filosofía en el colegio Sainte-Barbe, donde tuvo entre sus discípulo a Andrés Laguna, hasta 1531. En París se encontró con otros valencianos, como el erasmista Pedro Juan Olivar y Joan Martí Població, con cuya sobrina se casó (también era sobrina del venerable Pedro de Lerma); Població le presentó al calvinista Guillaume Budé, cuya muerte debió sentir mucho, ya que le dedicó un epitafio en dísticos elegíacos que además tradujo al griego; también hizo amistad con el calvinista Nicolás Cop, lo que le hizo sospechoso de herejía.
Publicó su tesis sobre el Organon aristotélico en la línea de Porfirio en su tratado De quinque universalibus... (1527), que pudo haber leído Francisco Sánchez "el Escéptico" en su juventud y dedica a su amigo, el gran humanista portugués António de Gouvea o Gouveia. Según Jacques-Auguste de Thou, Lefèvre d'Étaples le habría convencido de la inanidad de su enseñanza y le habría enseñado griego antiguo y literatura latina cuando en 1532 se lo llevó con su fámulo y amigo Guillaume Postel a su colegio, el del Cardenal Lemoine. Ya con acceso directo al texto griego, retomó sus cursos sobre Aristóteles en este colegio, atrayendo esta vez a un público numeroso, pues no era un aristotélico servil. Gélida se hizo sospechoso de protestantismo, pero su coterráneo Luis Vives dijo de él que era alter nostri temporis Aristóteles / "Otro Aristóteles de nuestro tiempo", lo que no es chico elogio, viniendo de quien venía; en una carta a su sucesor en Burdeos, Élie Vinet, Arnold Fabrice, al lamentar su muerte, comentaba que fue un "varón erudito y probo". Renunció a enseñar en las universidades de Valencia (donde lo quería Miguel Jerónimo Ledesma, quien le dedicó su gramática griega) y de Coímbra y en 1551 fue llamado para enseñar en el Colegio de Guyenne para suplir la ausencia de su amigo portugués António de Gouveia, quien había marchado a inaugurar la Universidad de Coímbra invitado por Juan II de Portugal. Como Gouveia permaneció allí, Gélida fue nombrado rector del colegio, donde tuvo por alumno a Joseph Justus Scaliger, y luego fue nombrado profesor titular de la Universidad de Burdeos. Falleció dejando a su mujer y a su hija en una gran pobreza; sus émulos pensaban recoger en su casa una gran cantidad de textos inéditos para publicar, pero no encontraron más que algunas cartas y tres poemas, que fueron publicados por uno de sus estudiantes bordeleses, Jean Busine, precedidos por una biografía suya; estos poemas fueron republicados luego por Francisco Cerdá y Rico en sus Clarorum Hispanorum Opuscula selecta et rariora... (1781) y son una Exhortatio de servanda amicitia dirigida a sus colegas, un epitafio de Guillaume Budé en dísticos elegíacos y su traducción al griego. Fue sepultado en el convento de los carmelitas de Burdeos.
Escribió un elegante latín y estuvo muy versado en el griego. En cartas a Enrique Bullinger (fechas 1, 3, 4, 11 y 26 de noviembre de 1546) le habla el protestante Francisco de Enzinas de la impresión de la Historia de Juan Díaz y le pide una Summa para ponerla al fin. Uno de los Budé (Juan o Mateo) le escribió desde Ginebra, el 30 de noviembre de 1547, hablándole del testamento de Juan Díaz, de la rica biblioteca que había dejado (parte de ella a Enzinas) y del dinero que le debían Gélida y otros. Sobre este mismo testamento escribe Enzinas a Juan Calvino en 26 de octubre de 1547; como puede verse, tenía amplio contacto con la Reforma protestante. Estre sus discípulos tuvo a gran número de eruditos del renacimiento, como Guillaume Postel, Élie Vinet y Joseph Justus Scaliger.

## Obras
- De quinque universalibus et eorundem abstractione intelligentia ; adjectis pro majore commoditate in Porphyrium commentariis (Paris: apud Pringentium Calvarin, 1527)
- Epistolae aliquot et Carmina (La Rochelle, 1571), póstuma.